# Coryanthes macrantha
Coryanthes macrantha är en orkidéart som först beskrevs av William Jackson Hooker, och fick sitt nu gällande namn av William Jackson Hooker. Coryanthes macrantha ingår i släktet Coryanthes, och familjen orkidéer. Inga underarter finns listade i Catalogue of Life.

## Bildgalleri

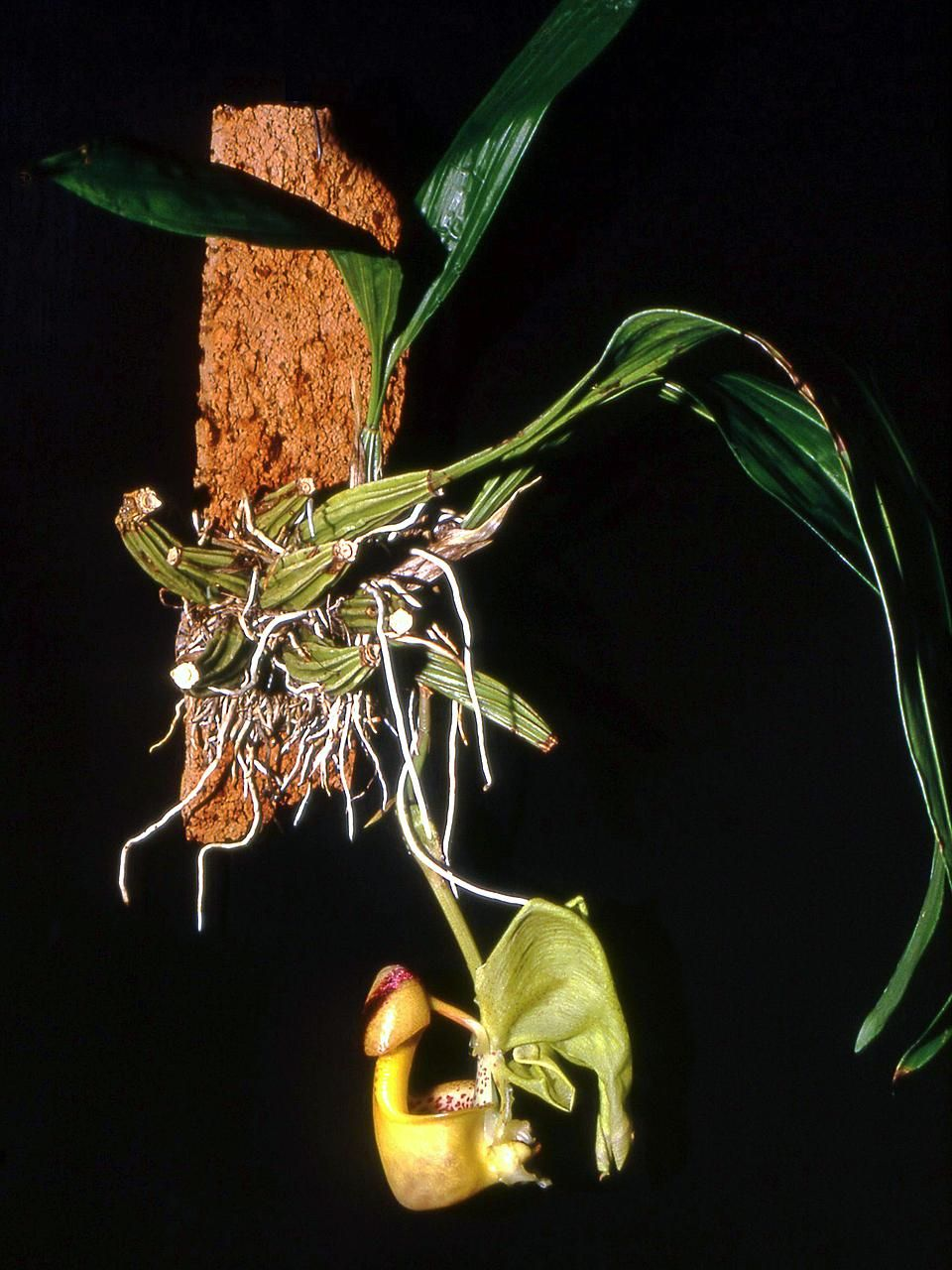
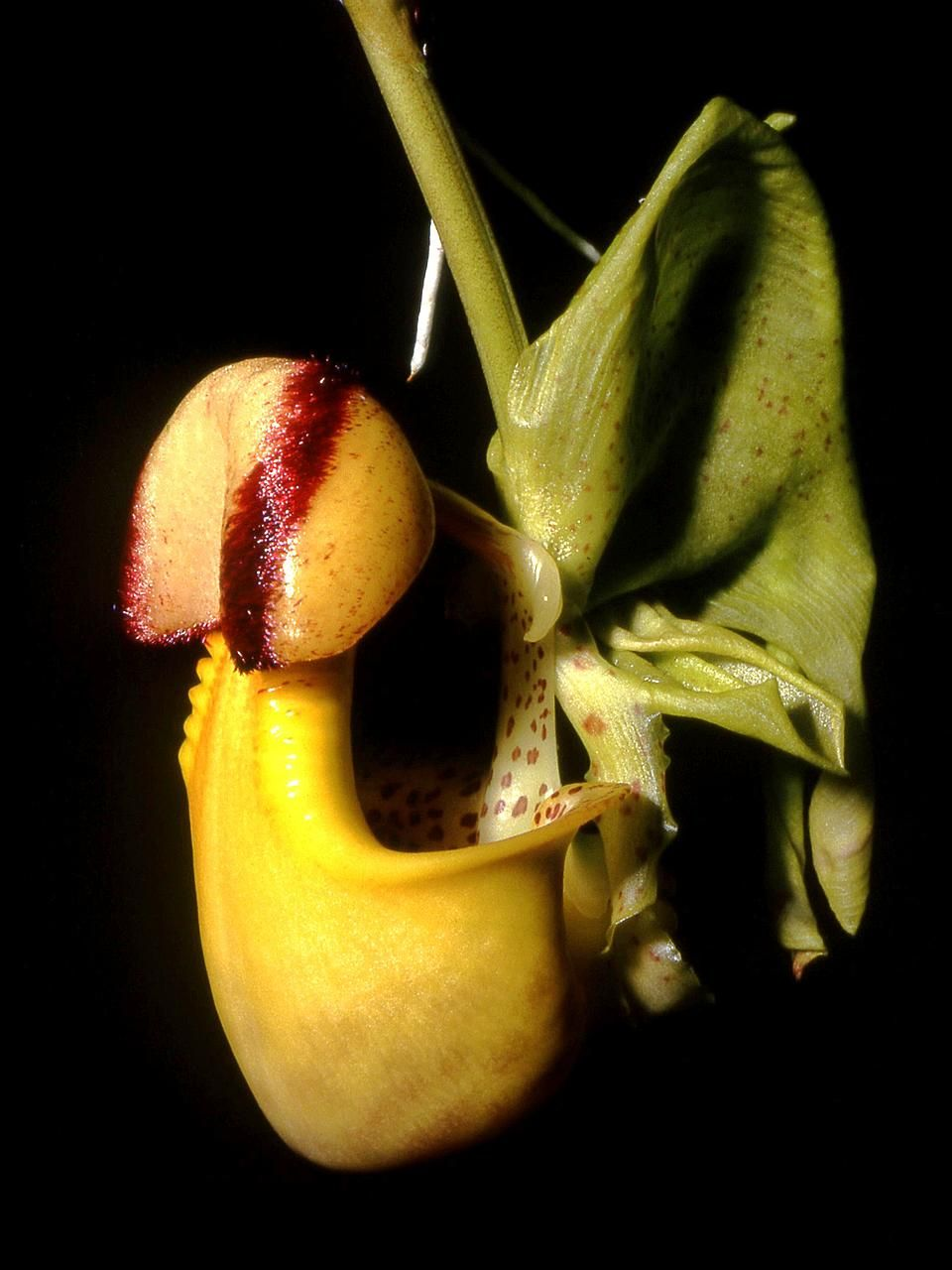
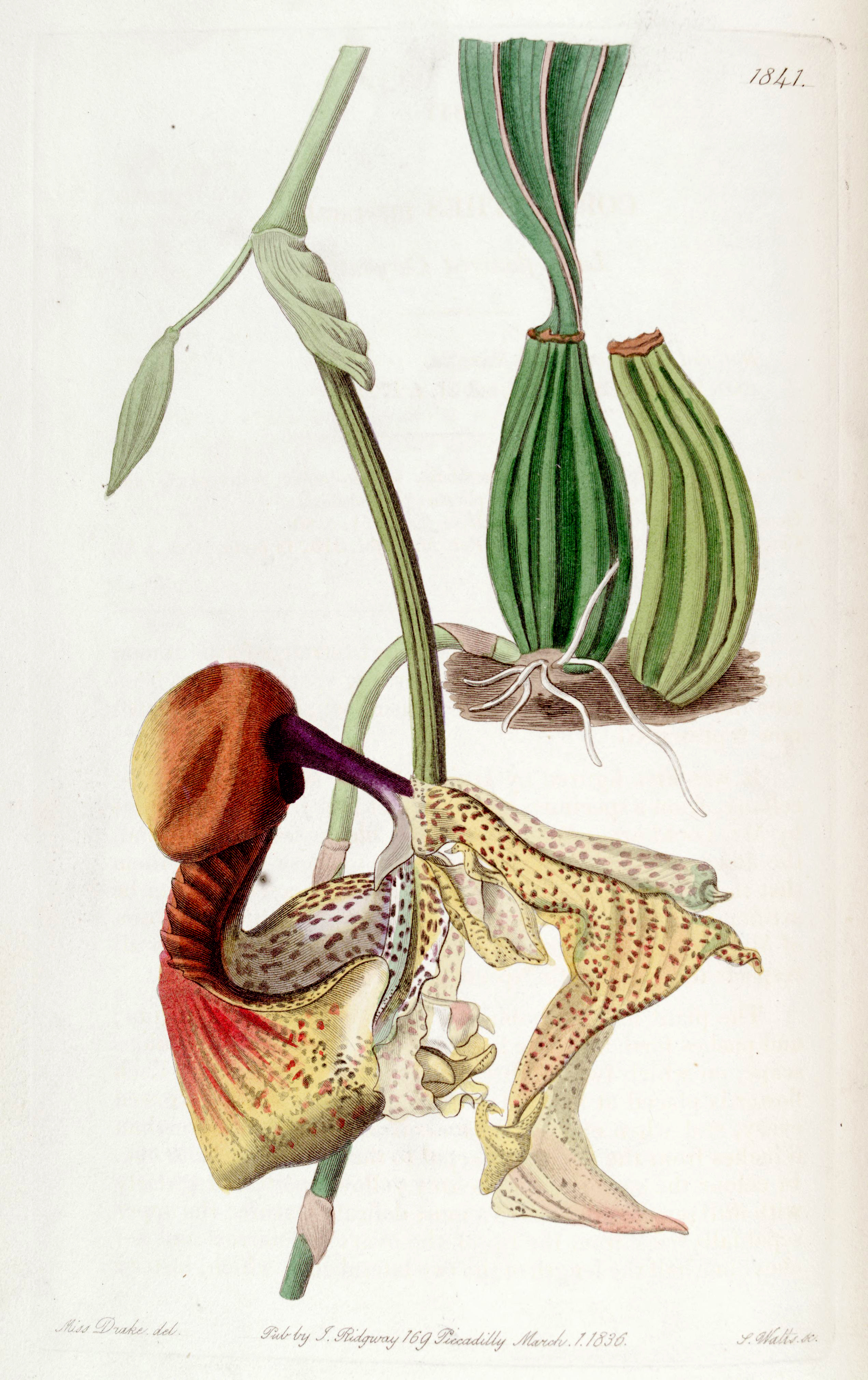
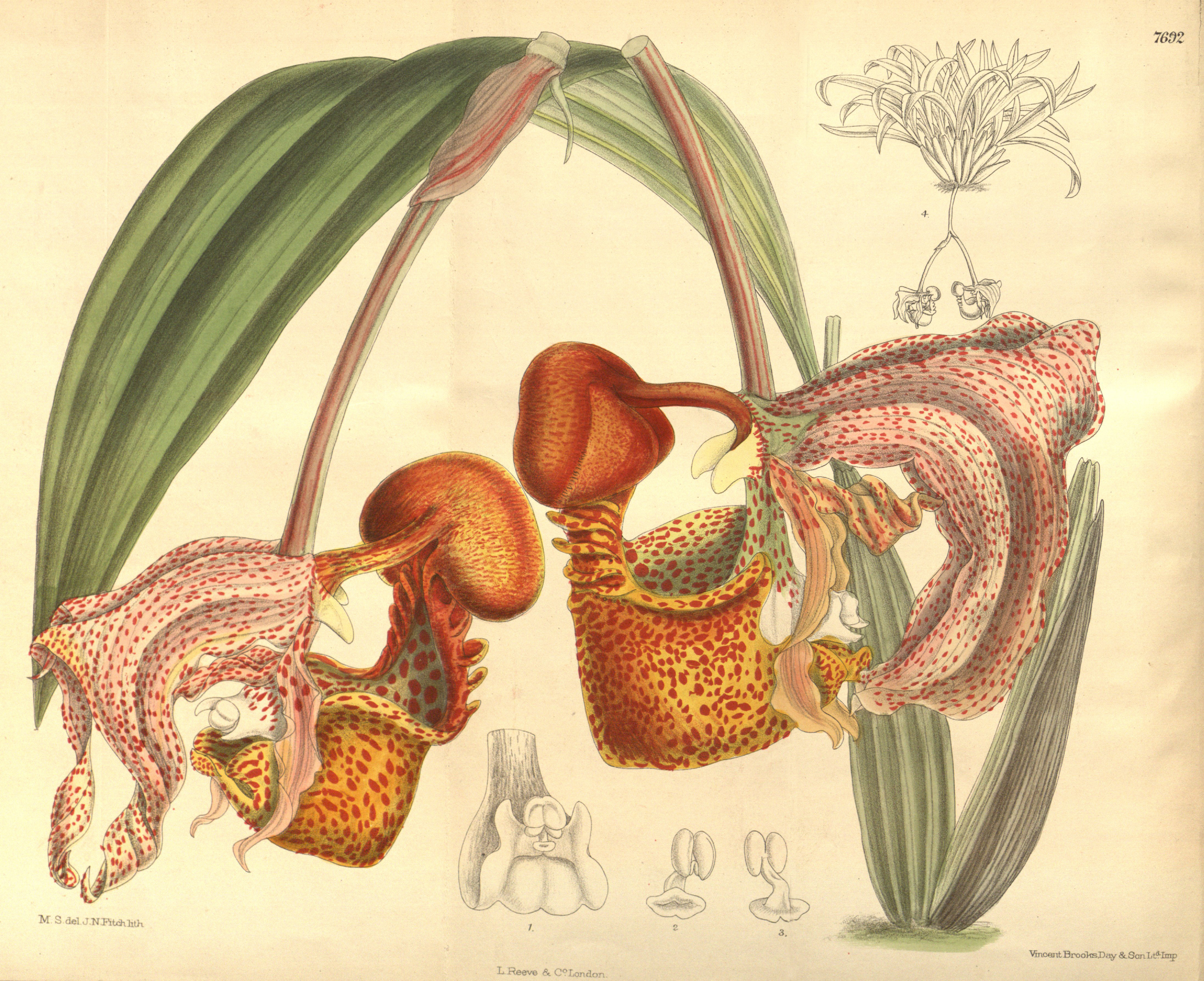